# Recepción de Telegram
Telegram es una aplicación de mensajería y llamadas VOIP desarrollado por Pável Dúrov y su hermano Nikolái. El servicio, desarrollado bajo el protocolo MTProto y administrado por una organización de responsabilidad limitada, fue objetivo de elogios y controversias del público, los especialistas, instituciones y gobiernos. El servicio tiene 1000 millones de usuarios activos mensuales en 2025. Comparado a los 400 millones de 2020, 300 millones en 2019 y 200 millones en marzo de 2018.

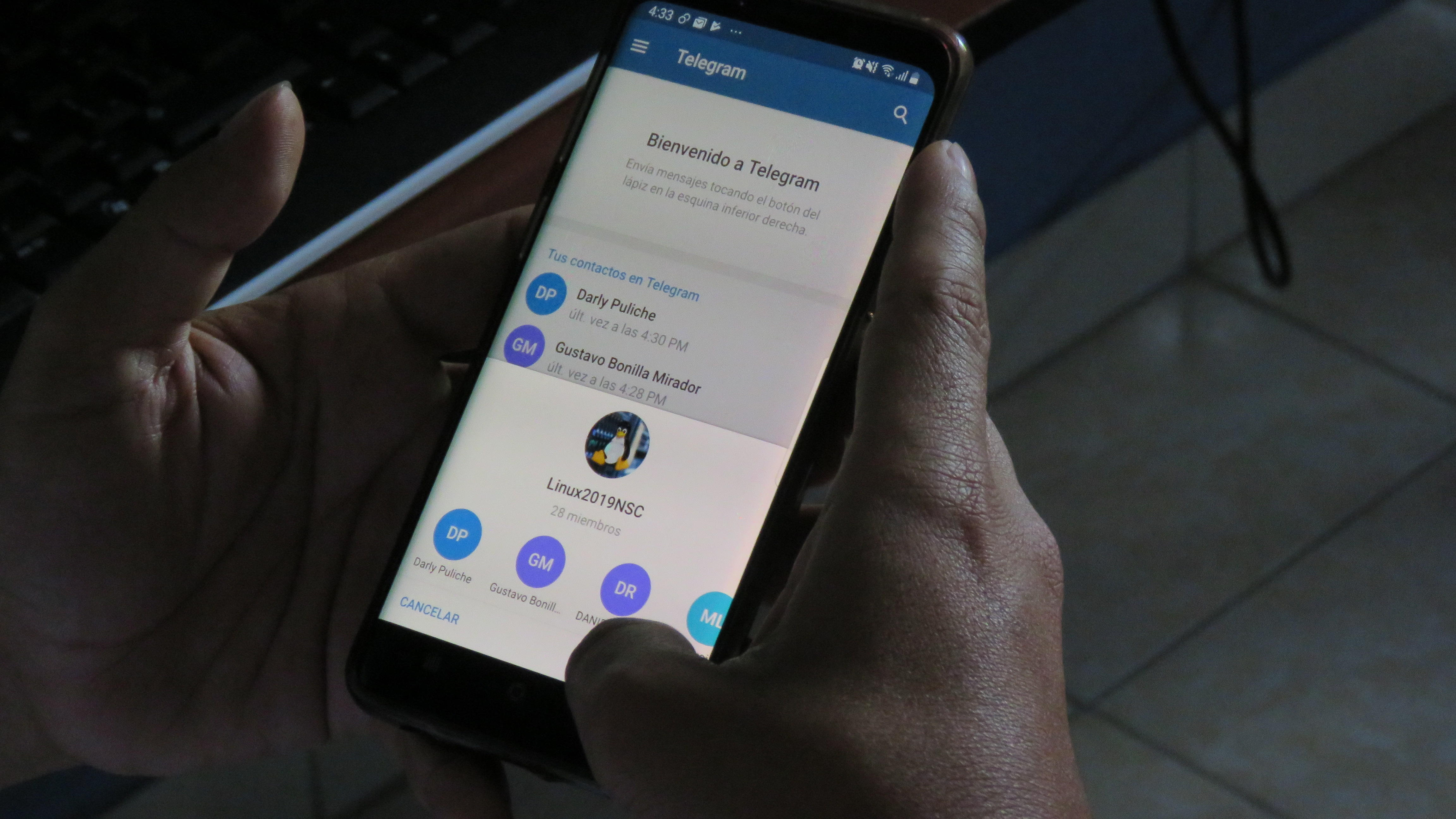
Un usuario participando en un grupo de Telegram.

## Acogida de usuarios
Pese a su lanzamiento casi tardío frente a otras aplicaciones de mensajería masivas, el servicio creado por rusos llegó recibió una «avalancha» de usuarios en febrero de 2014; con nueve millones en cuatro días llegó a tener la misma aceptación junto a veteranos como Line y Skype. Esta aplicación llegó a ser la más descargada de la App Store en 48 países durante ese mes, y se incluyó en la lista anual de las aplicaciones favoritas por Google Play.
Las cifras de crecimiento de usuarios son las siguientes: En octubre de 2013 hubo cien mil usuarios activos, la RBTH reportó en diciembre un millón de usuarios. El 24 de marzo de 2014 contó con más de 35 millones de usuarios en todo el mundo, y creció a 50 millones el 8 de diciembre del mismo año. En mayo de 2015 la cantidad de usuarios activos llegó a los 62 millones con un tráfico de dos mil millones de mensajes desde su lanzamiento. Según TechCrunch en ese año se compartieron 35 millones de fotos al día. En septiembre de 2015, un blog de la organización anunció el envío en la plataforma 12 millardos de mensajes al día.
En febrero de 2016, Dúrov anunció en una conferencia de la MWC la llegada de 100 millones de usuarios activos al mes, con 350.000 nuevos usuarios diarios, superando la barrera de 15 millardos de mensajes diarios. En octubre de 2017 El País, de España, estima que llegaron a los 170 millones de usuarios con un tráfico de 70 millardos de mensajes al día.
En febrero de 2018, en el blog oficial, señala que pasó los 200 millones de usuarios activos mensualmente. "Si fuera un país, seríamos el sexto con mayor población en el mundo", señalan. En abril de 2019 el desarrollador para TON Alexander Filatov indicó para Vedomosti una estimación de 260 millones de usuarios. El 24 de abril de 2020 el blog anunció que alcanzó los 400 millones usuarios con un máximo de 1.5 millones de inscritos al día.
El 12 de enero de 2021 Dúrov anunció mediante su canal oficial el alcance a 500 millones de usuarios activos en la aplicación, con un récord de 25 millones de altas en 72 horas. Un 36% de las altas de los últimos tres días registrados vienen de Asia, 27% de Europa, 21% de América Latina y 8% de la región "norte de África y Medio Oriente". En cuanto a descargas registradas, el medio Business Insider citó a Sensor Tower que alcanzó las 9 millones de descargas en dispositivos móviles entre el 6 y 11 de enero; mientras que Apptopia, compartida por ABC News, calcula que fueron 13 millones de descargas entre el 4 y 13 de enero.
Sobre este crecimiento en la primera quincena de enero, Statista reportó a partir de cifras de Airnow Data que el 13 de enero se descargaron alrededor de 487 mil veces en América Latina, el cuádruple en comparación al dato del 2 de enero. En Reino Unido se descargaron entre 50 y 100 mil semanales y en Estados Unidos entre 272 y 671 mil, según cifras para BBC.
 

Para agosto de 2021 Telegram se convirtió en la decimoquinta aplicación que superó el millardo de descargas en tiendas digitales acorde a Sensor Tower, con más de 215 millones de instalaciones en el primer semestre de ese año. En 2023, alcanzó los 800 millones de usuarios activos. Al año siguiente, en 2024 la aplicación alcanzó los 900 millones. En 2025, rompió la barrera de los mil millones. Pável Dúrov señaló que Telegram es la tercera aplicación más popular del mundo para enviar y recibir mensajes.

## Valorativas y comparaciones de los medios de comunicación
El portal holandés Techzine calificó una calificación casi máxima de 9.5/10, justificando su manejo y utilidad como una «alternativa de Snapchat». Para el equipo del sitio web inglés greenlittebot.com con 5/5 reseñando al servicio como «seguro y superrápido». The Telegraph consideró como la aplicación electiva para los que aprovechan «más allá del sexteo». El blog VentureBeat comparó de «agresivo» al desarrollo de bots frente al servicio comercial Slack. PC Mag añadió a la «selección de editores» al cliente oficial de iPhone.
En los medios hispanohablantes, los portales web de Engadget, Cinco Días, CNET, El Comercio de Austrias, el portal Perú.com y la agencia Europa Press le dieron un visto positivo a la aplicación. Entre sus razones fueron el almacenamiento en la nube, los chats secretos y el compromiso de ser un «servicio independiente» ocurrido tras la compra de WhatsApp a Facebook.
No obstante, el servicio recibió resultados desfavorables en varios países. Para el blog Happy FM del español El Mundo mantuvo una posición escéptica al mencionado «ruso» llamándole de «el gran fraude». Según el experto en ciberseguridad Yago Jesús, recogido por El Confidencial, la Agencia Española de Protección de Datos desaconsejó Telegram por considerarlo una «[alternativa] aún peor». El ejecutivo y abogado de Apple Bruce Sewell llamó a la aplicación como «la más peligrosa» y que «es imposible de descifrar».

### Rivalidad con Facebook

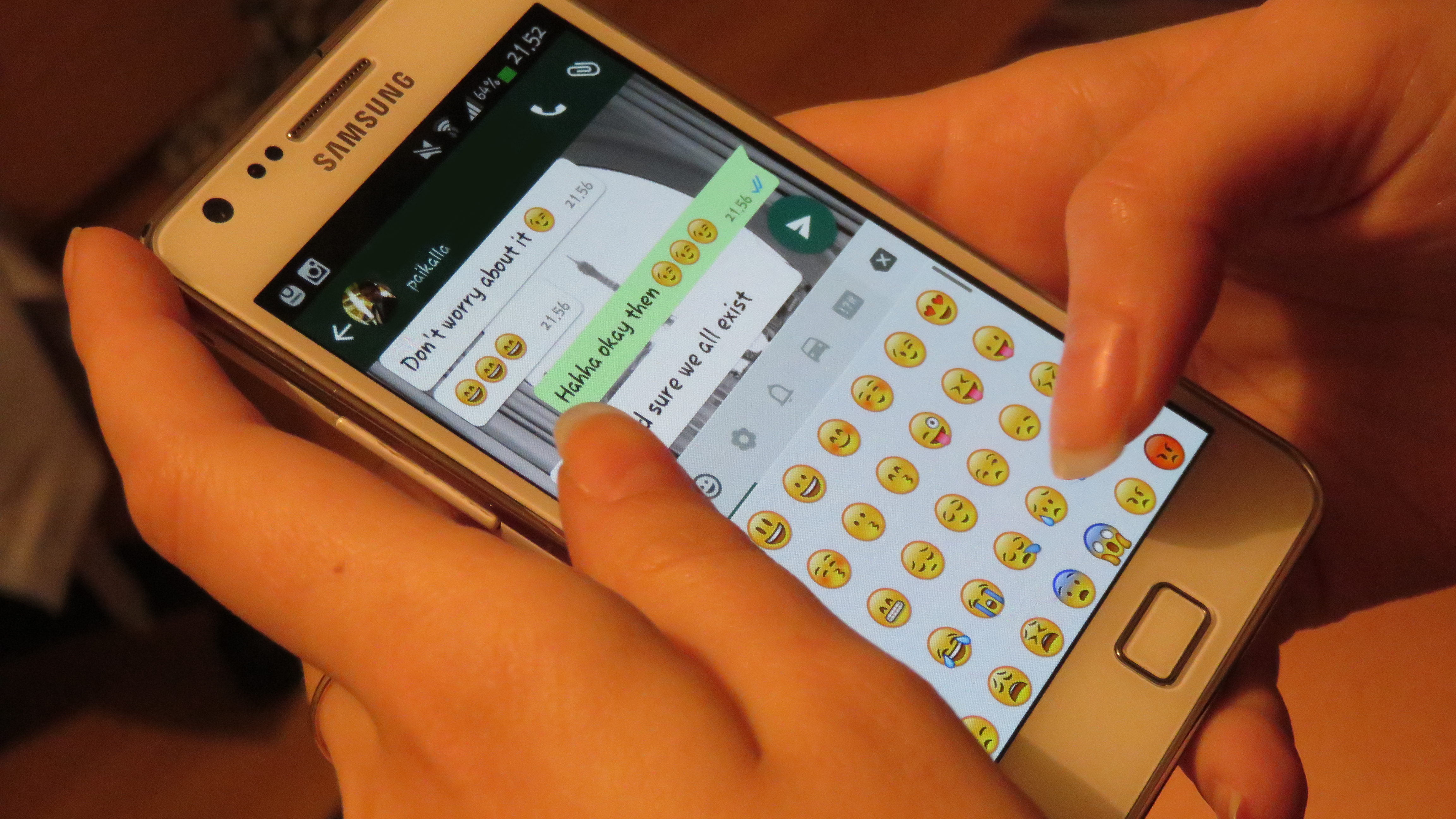
A pesar de su cierto parecido con WhatsApp, la interfaz de Telegram fue parcialmente inspirada en la red social, también fundada por Dúrov, VK.

Telegram tuvo cabida y valoración por los usuarios finales a razón de su interés a la hora proteger la privacidad y las mejoras que tiene respecto a otros competidores. Por lo que su principal rivalidad es Facebook.
Sin embargo, Telegram tiene cierta desventajas en su accesibilidad masiva frente a la multinacional. En Chile los planes gratuitos de operadoras y los problemas en la neutralidad de red ha generado cierta desventaja en el uso de Telegram, en marzo de 2021 WOM incluyó en su paquete de redes sociales. En Perú ocurre de forma similar, la aplicación no se incluyó como parte del paquete «libre de datos» hasta enero de 2021, cuando el operador móvil Entel incluyó por primera vez.
Además, se vincula la restricción de crear la página oficial en su red social desde junio de 2015 y el bloqueo de enlaces en Instagram desde febrero de 2016. En diciembre de 2017 Facebook bloqueó los enlaces a Telegra.ph durante una hora. En 2019 un reportaje de The Bell predice que Telegram y Facebook competirán en el ámbito periodístico con la verificación de noticias y el financiero con sus criptomendas (Gram y Libra).

#### Competencia entre Telegram y WhatsApp
Otra comparación es con la aplicación de mensajería instantánea WhatsApp Messenger, adquirida por la multinacional. Aunque su competencia se estrenó años antes, los medios notaron cierta rivalidad entre los dos servicios de mensajería:
El 22 de enero de 2015 medios especializados en tecnología como La Vanguardia criticaron el lanzamiento del servicio de mensajería estadounidense para navegadores web; algunas limitaciones comparadas con las ya anunciadas por Telegram meses antes fueron: la autentificación por código QR en lugar de códigos por SMS, dejando de lado a los móviles básicos así como también los dispositivos iOS por cuestiones técnicas en su implementación. Además, el servicio que requería navegadores bajo Webkit, requiere la conectado permanente con el dispositivo, en lugar de aprovechar la nube, para la sincronización entre el historial y envío de mensajes.
En noviembre de 2015 el cliente de WhatsApp Messenger para Android, correspondiente a la versión 2.12.367, desactivó temporalmente la posibilidad de abrir y reenviar enlaces tipo telegram.xx, siendo xx cualquier dominio de nivel superior, por razones desconocidas. Los medios catalogaron este último como competencia desleal, dejándola también inoperativa al portal estadounidense Telegram & Gazette que lleva el mismo dominio.
A finales de 2016 Elies Campo, el primer trabajador no estadounidense en trabajar para WhatsApp, renunció a la compañía por los desacuerdos de su dueño Facebook. A inicios de 2018 anunció trabajar para Telegram como director de relaciones de acuerdos y corporaciones. El también hijo de Elías Campo tuvo un rol como inversor ángel.
Aparte de la competencia en implementar características, los medios reportaron que ambos servicios intentaron solucionar vulnerabilidades en común en sus clientes. En 2017 Check Point señaló que consiguieron el medio para acceder remotamente a las cuentas los clientes web al abrir las imágenes de las conversaciones. En 2019 Symantec encontró un método para cambiar las imágenes de los mensajes en Android, por un fallo de la galería en dicho sistema operativo.
En abril de 2020 militantes del país de España, entre ellos del partido político Vox, consideraron instalar el servicio de los hermanos Dúrov debido a una restricción del servicio rival, específicamente por reenvío de mensajes a uno por conversación. Algunos de ellos relacionan una teoría conspirativa en que atribuye a las autoridades españolas de las limitaciones de reenvío por motivos políticos.
A inicios de 2021, tras los cambios de política de la aplicación para ceder determinada información a los perfiles de empresas en Facebook y su consecuente migración, WhatsApp publicó un comunicado en el blog advirtiendo a sus exusuarios que «si una aplicación no ofrece el cifrado de extremo a extremo de manera predeterminada, significa que los mensajes pueden ser leídos por terceros», sin mencionar a Telegram ni mostrar pruebas acerca de la lectura de los mensajes por terceros. Esta advertencia se intensificó en mayo de ese año cuando su cuenta de Twitter respondió a un meme en que las dos aplicaciones aparecen en una papelera de reciclaje.
El 6 de octubre de 2021 el fundador del reconocido avión azul indicó que 70 millones de usuarios se registraron durante las 6 horas de caída de los servidores de Facebook, WhatsApp e Instagram, considerada como la peor caída de la empresa en toda su historia. En consecuencia, se reportaron leves inconvenientes en el funcionamiento de los mensajes en determinados servidores regionales, entre ellas a la región de América.

#### Promoción
Telegram aprovechó promocionarse en frente de su competencia en redes sociales. Sin embargo, Dúrov admitió en su publicación de 2019 que la campaña de marketing no le parece suficiente: «nosotros en Telegram hicimos un mal trabajo al persuadir a las personas para que se cambiaran [...] El departamento de marketing de Facebook es enorme». No obstante, Dúrov expresó en junio de 2020 que Facebook e Instagram usan su imagen para realizar campañas falsas sin su consentimiento. En 2021 señala que no tiene un equipo de mercadeo ni «gasta decenas de millones de dólares» en campañas de publicidad.
En octubre de 2018 cuando la aplicación de Jan Koum estrenó la características de los pegatinas, el equipo aprovechó el momento para promocionar "WhatsApp Stickers Telegram". Esta aplicación surge a la tardía implementación y la obligación de instalar una aplicación por cada paquete. Irónicamente, añadieron una pancarta con el mensaje «descarga Telegram para una experiencia superior». Caso similar ocurrieron en las publicaciones de burla en la red social Twitter: el límite de adjuntos en setiembre de 2019 y el meme en rechazo de la actualización de los términos de servicio en enero de 2021.

#### Transición de antiguos usuarios
A enero de 2021 se ofrecen facilidades para la transición desde otros servicios de mensajería. Los contactos se vinculan automáticamente a Telegram. En los ajustes, se crean nuevos sets de stickers propios a partir de imágenes webp. También se desarrollaron temas para usar los mismos patrones de colores y facilitar su identificación, por ejemplo Retro Green desde el canal oficial TelegramTips. En cuando a importar mensajes en la versión 7.4 reconoce el historial adjuntado en cada conversación individual desde WhatsApp, Line y KakaoTalk. Anteriormente herramientas externas extraen mensajes como TLImporter, de código abierto y se envían como adjunto de un registro individual con subtítulo de fecha y hora de cada mensaje.

#### Comentarios entre Jan Koum y Pável Dúrov
Tras enterarse del lanzamiento de la emergente plataforma de mensajería el antes CEO Jan Koum, en una entrevista para Cossa, dijo en 2013:

Pavel Durov solo puede copiar productos como Facebook y WhatsApp. Nunca tuvo ideas originales y nunca las tendrá. WhatsApp es el mensajero móvil más popular del mundo. [...]
Palabras de Jan Koum.

Al año siguiente con varias actualizaciones en su aplicación, Pável Dúrov respondió a las acusaciones de «plagio». En una nota en Medium menciona que su competidor «copia a Telegram en innovación y seguridad», mencionando el funcionamiento del cifrado de punto a punto, la carga múltiple de archivos, la expiración efímera de los mensajes y el acceso desde navegadores web. Incluso alegó que Jan Koum intentó contratar a los desarrolladores de Telegram para cumplir este fin.

[Cuando] Jan Koum hizo un comentario sarcástico en una revista rusa [...] yo no le comenté entonces, y no voy a hacerlo hoy. [...]
Desde que lanzamos Telegram, WhatsApp ha [intentado aumentar] el tamaño máximo de los vídeos y chats de grupo varias veces. Y todavía no puede alcanzarnos, aunque su progreso, que comenzó exactamente dos semanas después del nacimiento de Telegram, es evidente. [...] Si todavía usas WhatsApp y no puedes esperar más, ven con nosotros.
Palabras de Pável Dúrov, traducción cortesía de RT, el 19 de noviembre de 2014.

En junio de 2016, cuando Telegram alcanzó su popularidad en Irán y Hong Kong, Koum compartió un tuit de una artículo de opinión con motivaciones para no instalarla relacionada con la controversia del cifrado en MTProto. Los desarrolladores del "avión de papel" desmintieron el artículo de opinión por malos entendidos sobre el «cifrado de la plataforma». Cuando el medio ruso RBC entrevistó a Koum en agosto de 2016, en donde señaló que la «mayoría de las startup son estúpidas», se negó a dar comentarios sobre Telegram.
El 16 de mayo de 2019, Dúrov escribió una publicación personal desde el blog Telegra.ph. En ella acusa a WhatsApp de spyware: «por cada problema de seguridad, aparece otro inmediatamente» citando la «filtración de metadatos a las agencias como NSO Group», la «renuncia de sus creadores» y «la preferencia de los dictadores en no bloquear WhatsApp», este último ocurrido tras el bloqueo regional de Rusia. En la publicación también arremete por «las indirectas de Facebook en adaptar mejoras de rendimiento y velocidad en F8». También recuerda los comienzos de VK, red social rusa que abandonó en 2014 por diferencias de seguridad.
Años antes, comentó pequeños apuntes sobre su competencia en Twitter, lo cual refuerza su postura. En noviembre de 2019 Dúrov comunicó a sus seguidores «desinstalar WhatsApp» debido a predicción de una «descubierta puerta trasera» para conseguir fotografías sin cifrar, en relación con el ya confirmado caso de Pegasus por NSO Group, cuyo troyano se distribuyó por archivos de vídeo. Dos meses después volvió a afirmar su recomendación al citar varios hechos como la sustracción de información de Jeff Bezos y la presión del FBI por debilitar el acceso su proveedor para copias de seguridad iCloud.

### Influencia de los chats secretos
La característica de los chats secretos inspiró a otras aplicaciones a implementar sus propias versiones. Line la implementó con los "chats ocultos" en julio de 2014, KakaoTalk lo hizo público en una sesión de prensa de noviembre de 2014 y Viber en un vídeo promocional de 2017. En enero de 2021 Dúrov comentó que su equipo no está interesado en competir con Signal, aplicación que ganó popularidad por las declaraciones de Elon Musk, debido a que solamente brinda como alternativa a una de sus funciones, los chats secretos.

## Rendimiento del servicio

### Consumo de datos
Según la empresa italiana SosTariffe en 2017 reveló que Telegram consume 30-40% menos que su contraparte WhatsApp y Hangouts. Además, consume entre 50-80% menos que Skype. Se comprobó en tres situaciones de uso: 20 mensajes con 3 imágenes enviadas y 2 recibidas (0.42 MB), 40 mensajes con 5 imágenes (0.87) y otro con 100 mensajes con 50 fotos enviadas y 20 recibidas (3.75).

### Estabilidad en los servidores
Los desarrolladores del servicio de mensajería notifican vía Twitter si existe cierta sobrecarga al enviar o recibir mensajes.
Algunos problemas de conectividad existieron como consecuencia de un ataque DDoS. El 27 de septiembre de 2014 se realizaron tres intentos de ese tipo, a una tasa de 150+ Gigabits por segundo, generando un tráfico bastante saturado durante 7 horas. En julio de 2015 ocurrió otra denegación de servicio similar en el sureste de Asia y que fue ampliando mundialmente originado supuestamente por servidores comerciales infectados.
En junio de 2019, se realizó un nuevo ataque coordinado desde China. Esto coincide con las manifestaciones en Hong Kong contra una ley de extradición judicial, en el cual la policía arrestó a un organizador de un grupo público. La tasa de datos se estimó entre los 200 y 400 Gigabytes por segundo.

### Estudios y críticas sobre su seguridad
La alemana PSW World en 2014, donde analizó a 12 servicios de mensajería, posicionó a Telegram al quinto lugar de seis posiciones por problemas de funcionamiento; dicha publicación aseguró no realizar una revisión más exhaustiva acerca de su transparencia. En ese año el especialista Abel Gómez de agencia de seguridad INCIDE señaló que el punto débil de los mensajes secretos fue la destrucción los datos. Otro detalle fue la recuperación de la cuenta de usuario; según la editorial de El Diario de España era necesario confirmar mediante un código al dispositivo que este asociado con el número de móvil registrado anteriormente, teniendo en cuenta que la tarjeta SIM recibe los mensajes de texto al iniciar sesión en el dispositivo.
En noviembre de 2014 la Electronic Frontier Foundation, junto a la Princeton Center for Information Technology Policy, realizó una comparación de 39 aplicaciones de mensajería utilizadas hasta la fecha. Para ello se realizaron 7 pruebas, los cuales en la versión chats secretos obtuvo cinco (empatando con su contraparte comercial iMessage) restando: la posible vulnerabilidad en descifrar mensajes con la clave de cifrado interceptada, incluso si los mensajes son almacenados localmente, y la falta de soporte de una empresa independiente.
En febrero de 2015 por Itzhak "Zuk" Avraham, de la empresa Zimperium, reveló que al obtener derechos de administrador del sistema Android (llamado también root) se podía acceder a la base de datos de Telegram. En realidad fue un exploit, usado por la aplicación TowelRoot, para acceder contenido almacenado en el sistema y extraer conversaciones como cualquier aplicación. Un mes después, el equipo de desarrollo comentó que el problema de seguridad no estaba al alcance de ellos; en su lugar, la base de datos es cifrada por defecto en algunos clientes.

## Controversias

### Criptoanálisis

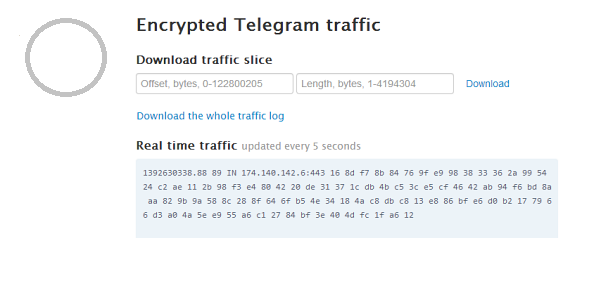
Captura del tráfico cifrado de Telegram para el concurso Criptoanálisis. Nótese el "sistema de cifrado en tiempo real" mostrado en el sitio web.

El 19 de diciembre de 2013 Pável Dúrov anunció que daría una recompensa de US$ 200.000 en Bitcoins a quien fuera capaz de romper el cifrado de la mensajería. Al finalizar el concurso un usuario descubrió un fallo relacionado con la arquitectura, obteniendo 100.000 dólares de recompensa. Este evento generó indignación en especialistas de informática debido a que el usuario "engañó" a unos cuantos mecanismos de seguridad; por lo que, según ellos, "la aplicación ofrecía una falsa sensación de privacidad".

#### Primera edición (2013)
En diciembre de 2013 Pável Dúrov anunció el concurso Criptoanálisis desde el blog de Telegram. Consiste en revelar el mensaje de dos usuarios imaginarios Paul y Nick con cuentas de usuario reales transmitido en TCP/IP. Para obtener la recompensa, los concursantes tenían que revelar la información que transmite Paul en el chat secreto y enviar al correo electrónico aparentemente oculto. Debido a que el mencionado tipo de chat solo puede ser enviado a un determinado dispositivo, el tráfico que enviaban los usuarios llegó a ser visto desde su sitio web.
El concurso terminó el 1 de marzo de 2014, un mes después de alcanzar su fama mundial, sin anunciar al ganador. Al día siguiente, los desarrolladores publicaron las claves secretas de los mensajes, con la promesa de ofrecer dinero a quien encuentre una vulnerabilidad en su cifrado. Uno de ellos fue el usuario de Habrahabra "x7mz", quien recibió una recompensa de 100.000 dólares por un fallo en el protocolo Diffie-Hellman. Días después, el equipo solucionó el problema sin comprometer los mensajes enviados.
Sin embargo, la controversia se inició cuando los especialistas en informática interpretaron la ineficacia de la arquitectura MTProto y que engañarla podría llevar el premio mayor. Para ello se buscaron otras maneras de acceder sin necesidad de romper el cifrado. En ocasiones, se podía acceder manipulando el funcionamiento del chat secreto para poder ver el mensaje. No obstante, los desarrolladores descartan la vulnerabilidad, asegurando que no afecta la privacidad de los usuarios; en este caso, liberaron la documentación acerca del sistema de cifrado.
El exempresario de Digital Fortess aclaró en una entrevista ofrecida al diario ABC en febrero de 2014:

¿En qué acabó aquel concurso en el que se ofrecía 200.000 dólares por romper la seguridad de Telegram? ¿Recibís mensajes de gente que dice que lo ha conseguido?
Nadie se las ha arreglado para lograr el objetivo del concurso hasta este momento, es decir, el de descifrar cómo interceptar el tráfico de Telegram. Pero el concurso nos ayudó a centrar la atención de los especialistas en seguridad. Cientos de frikis de la seguridad pertenecientes a todo el mundo inspeccionan constantemente el código fuente de nuestra aplicación. Algunas personas encuentran un par de cosas que podrían ser mejoradas para fortalecer nuestra seguridad y eso es lo que hicimos. Esta es una parte importante de un proyecto de código abierto, es decir, se puede trabajar con la comunidad mundial para mejorar el producto.
Pável Dúrov

#### Segunda edición (2014)
En 2014, debido a la poca expectativa de los participantes, se realizó uno nuevo concurso en el mes de noviembre y concluyó en febrero de 2015. La recompensa aumentó a US$ 300.000 vía transferencia bancaria a aquel que pudiera extraer información sensible en una conversación aparentemente privada; asimismo se añadió una bonificación independiente de US$ 100.000 en caso de que se empleen bots en lugar de usuarios. En las reglas del concurso indican que los participantes pueden acceder a los servidores de Telegram y su funcionamiento.

### Uso por grupos extremistas
Telegram se consideró como medio de comunicación principal del Estado Islámico, según palabras de la primera ministra de Reino Unido Theresa May en 2018. En una sesión de prensa en septiembre de 2015, Dúrov vaticinó esa acogida porque «hay una guerra [...], el Estado Islámico siempre encontrará una manera de comunicarse entre ellos. Si algún medio de comunicación no les resulta seguro, lo cambian por otro». Al mes siguiente, en octubre de 2015 los jueces de Reino Unido arrestaron a un coordinador del atentado previo al día festivo multinacional usando los chats secretos. Tras los bloqueos de difusión en Twitter EI adoptó la característica Canales y, anteriormente, bots. Entre los eventos anunciados por canales terroristas fueron los atentados del vuelo de Kogalymavia, el centro de París y Bruselas.
La BBC, el MEMRI y el Washington Post consideran a Nashir el primer canal en crearse. El medio, similar a Amaq, lleva la mayor cantidad de suscriptores (4.500 en dos semanas y 10.000 al mes), y la más traducida (ocho idiomas en octubre de 2015). EI aprovechó también los chats secretos y fue inspirado para desarrollar su propia aplicación de mensajería según un reporte de enero de 2016. En noviembre de 2015 autoridades locales y medios de comunicación consideraron a Telegram como «cómplice»; incluso señalaron que el servicio fue «el más recomendado por los terroristas» frente a otras aplicaciones similares. El Servicio Federal de Seguridad consideró bloquear a Telegram en caso de mantener la difusión de cualquier atentado.
En mayo de 2017 se reportó que los militantes de EI reclutaron a habitantes de la India. En 2019 la investigadora Mia Bloom señaló que la red sucesora del Estado Islámico, Furqan, usa la plataforma para la difusión de propaganda específicamente las regiones de África subsahariana e Indo-Pacífico. En ese año una publicación de Carlos Seisdedos para El Mundo indica que se contabilizaron 1.622 en el primer semestre de 2019, alcanzando a un público principal de 3 millones.
Telegram fue involucrado en debates sobre la restricción de servicios de alta privacidad al público. Según un reporte del portal ruso TJournal, tras el control de canales, existieron intentos de desprestigiar a Telegram por ofrecer puertas traseras para ese fin. En una entrevista para la CNN el fundador niega esa posibilidad. Él explica que al ceder la información al gobierno «nuestros datos privados se pondrían en riesgo» y que, «en teoría, los criminales y terroristas [aprovecharían] también».

#### Acciones contra material terrorista
El 18 de noviembre de 2015, casi una semana después del atentado en París, Dúrov anunció la atención de denuncias vía correo electrónico y mediante la opción "Reportar". Mientras se solicitan las solicitudes él aclaró que «que no vamos a bloquear a cualquier persona que exprese pacíficamente sus opiniones». En el mismo día el canal oficial Telegram News anunció que eliminarán 78 canales públicos que difundían contenido terrorista en 12 idiomas. La cantidad de contenidos retirados llegó a 164 canales medio día después y a 660 en enero de 2016. Como resultado de la expulsión de contenido inapropiado, en diciembre de 2016 el equipo anunció el canal Isis Watch (@isiswatch) como medida de transparencia. En ese mes fueron retirados 2118 canales, bots y grupos por temática terrorista.
Posteriormente en una actualización de la política de privacidad de agosto de 2018 expresa que «si Telegram recibe una decisión judicial que confirme que usted es sospechoso de terrorismo, entonces podemos hacer pública [solo] su dirección IP y su número de teléfono». En caso de que ocurra, se anunciará en un informe de transparencia en un canal por anunciar.

#### Grupos de extrema derecha
A mediados de 2019 grupos de ideología de derecha alternativa en Estados Unidos y Reino Unido adoptaron a Telegram como herramienta de comunicación contra la censura. Junto a ellos, grupos de posiciones más radicales compartieron relacionado al terrorismo. Por ejemplo, en septiembre de 2019 DailyDot consiguió una fuente anónima que recopilaba 367 canales de Telegram relacionadas con neonazismo.
El caso más importante proviene de Estados Unidos. Una publicación de Slate de agosto de 2019 destaca que excelebridades de difusión para la derecha alternativa como Alex Jones, Milo Yiannopoulos y Laura Loomer migraron su contenido a canales de Telegram tras ser censurados de otras redes sociales. Sin embargo, la falta de atención a dichas celebridades no generó un impacto de suscripción mayor en comparación a otros canales de la plataforma relacionados al entretenimiento. También ocurrió que antiguos integrantes de 8chan también migraron a ella.
En enero de 2021 una ONG demandó a Apple para retirar a Telegram de la tienda de aplicaciones por violar las leyes federales estadounidenses contra la difusión de violencia.

### Uso de contenido sexual sin consentimiento
Similar al caso del uso de los terroristas, Telegram se usó para difundir contenido explícito sin consentimiento. En 2018 la aplicación se empleó para pornografía infantil en Reino Unido.  Entre 2019 y 2020 involucrados en Singapur, Chile, Israel e Italia lo aprovecharon para coordinar intenciones de acoso callejero y distribución ilegal de actividades sexuales. Uno de los casos más notables ocurrió en marzo de 2020, cuando la policía de Corea del Sur confirmó la existencia de una organización criminal que lleva el nombre de Nth Room relacionadas con chantaje sexual.
En 2025, el equipo de Telegram confirmó que utilizarían inteligencia artificial para combatir el abuso infantil, tras saberse que mafias de Perú habían recurrido al servicio para subastar menores de edad.

#### Difusión de pornografía infantil

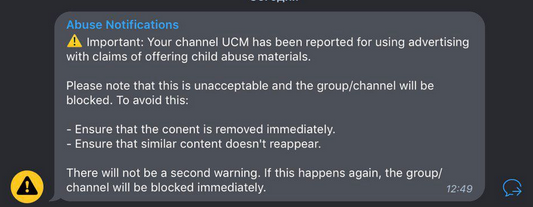
Una notificación de advertencia contra el abuso infantil en canales.

Existen evidencias relacionadas con grupos de implicados descubiertos por operativos policiales. Se resalta el caso de la India, que en 2017 arrestaron 4 integrantes y en 2019 a 24 responsables durante la operación P Hunt.
Por medida de seguridad, de un reporte de la NCMEC, en febrero de 2018 Apple retiró temporalmente a Telegram de la tienda de aplicaciones. Como respuesta a Apple los desarrolladores incluyeron la opción "Abuso infantil" junto a "Contenido terrorista" para reportar dicho contenido. Desde noviembre de 2018 las cifras de suspensión de usuarios se indican diariamente en el canal Stop Child Abuse (@stopca).
En 2019 ocurrió otro caso en Rusia con la difusión de maltrato a niños, para concienciar a la población se creó canal Bala Qorgay con ejemplos de los materiales compartidos. Como respuesta en mayo de 2019, el equipo oficial envío mensajes de advertencia (ultimátum) a los canales para que ya no promocionen material de abuso infantil; de lo contrario, serían bloqueados.
En 2020 la rama de Anonymous en Italia y los antiguos integrantes de LulzSec anunciaron medidas para combatir la pedopornografía en la plataforma con el plan RevengeGram. Esto debido a un reportaje de Wired que denunció a un colectivo de 50 mil miembros (en febrero de 2020) que usaron la aplicación, quienes crean grupos después de que los anteriores fueron cerrados. Además, los activistas rastrearon las transferencias bancarias de socios de grupos relacionados.

#### Violencia a menores
En marzo de 2023, la Policía Nacional de España abrió una investigación, sobre un canal dedicado a la difusión de vídeos de agresiones y peleas de todo tipo a menores de edad, en el cual había una treintena de vídeos con todo tipo de violencia.

### Tráfico de drogas
Cierta evidencia de distribuidores con la aplicación se destaca en octubre de 2019, cuando la INTERPOL desmanteló una cadena de distribución de drogas llamada Telegrass. Esta cadena es responsable de distribuir cannabis con 3000 distribuidores y 200 000 vendedores y se comunicaban con bots. Caso similar ocurrió en Kioto, Japón, cuando estudiantes de secundaria usaron la aplicación para venta de estupefacientes en febrero del mismo año. También sucedió en Alemania en 2020 por medio de pequeños grupos de narcotraficantes. En el 2022, un estudio del diario Clarín, estableció que en los dos últimos años, la ciberdelincuencia en Telegram había aumentado un 350%, siendo mayoritario el tráfico de drogas. Asimismo, el diario realizó un reportaje en el que consumidores enseñaban cómo compraban droga a través de la aplicación.

### Supuesta relación con el régimen iraní
Dentro de Irán, hubo rumores que el equipo de Telegram tenía una relación con el gobierno de ese país. Rumores que fueron desmentidos en varias ocasiones. Ese país está siendo gobernado por Hasán Rouhaní, que es foco de esta sección.
En noviembre de 2015 los Cuerpos de la Guardia Revolucionaria Islámica lograron arrestar a integrantes de grupos que se burlaban a la autoridad. Durante ese año las autoridades locales lograron acceder cuentas de políticos desde dispositivos móviles, generando malestar de los usuarios. Tras peticiones para una política de transparencia ante el control de cuentas de usuarios, en febrero de 2016 anunciaron que las cuentas comprometidas pueden eliminarse si el dueño las verificó previamente   y anunciaron un nuevo mecanismo para evitar cualquier vínculo con el gobierno.
Otro rumor, en agosto de 2017, fue la posible creación de una nueva central de datos en Irán. Sin embargo, con la creación de centrales de distribución para agilizar la descarga de contenido en los canales, Dúrov desmintió cualquier intento de trasladar sus servidores al país.
En 2017, en medio de una protesta masiva, los manifestantes acusaron a Telegram por eliminar a solicitud del Gobierno el canal Amad News, que alcanzó el millón de suscriptores. Horas después, anunciaron que el motivo fue por "incentivar la violencia", regla que aplica desde 2015; el resto de canales no fueron suspendidos. Tiempo después, los administradores del canal se disculparon por ese incidente.
En mayo de 2018, un comunicado de la Telecommunication Infrastructure Company anunció el bloqueo regional de Irán por ser un "anal de comunicación de terroristas y pornógrafos."  En su lugar, según Al Jazeera, el régimen motivar a usar una aplicación similar creada en ese país. El presidente Hasan Rouhani negó su participación de ese suceso.

### Acusaciones de plagio sobre Passport
En junio de 2018 un desarrollador de Estonia presentó a una corte de Moscú una acusación de plagio sobre la función de pasaporte de aplicación Telegram Messenger. Pedía 800 000 euros de compensación. La solicitud fue desentimada por el tribunal.

### Infracción de derechos de autor
En marzo de 2016 la Association for Copyright Protection on the Internet (AZAPI) solicitó el retiro del bot Flibusta (en ruso: Флибусты) por compartir libros sin permiso de sus autores, a la vez, la asociación exigió eliminar capítulos de series de televisión distribuidos por medio de canales. Al mes siguiente el cliente de Telegram para iOS bloqueó éstos y ciertos bots relacionados que compartieron contenido sin licencia. En noviembre de 2017 Telegram bloquearía a un canal pódcast que difundió fragmentos de audio sin permiso. Pese de los esfuerzos de cerrar canales y bots, a enero de 2020 las pérdidas por la distribución no autorizada de libros llegaron a 55 mil millones de rublos, alrededor de 870 millones de dólares estadounidenses.
En mayo de 2016 la Asociación de Editores de Diarios Españoles propuso demandar a los usuarios que publicaron portadas de diarios a través en sus canales sin pagar cánones por derechos de autor. Años después, en mayo de 2019 el Centro Español de Derechos Reprográficos informó que Telegram bloqueó 16 canales que distribuyeron libros y revistas sin restricciones. Un año después, la mencionada asociación informó la baja de 122 canales con un alcance de 380.000 usuarios. En Italia el Federazione Italiana Editori Giornali anunció en abril de 2020 un pedido de bloqueo regional para la Autoridad de Comunicaciones por generar pérdidas anuales de 250 millones de euros. En noviembre de 2021 un tribunal de Portugal solicitó el cierre de 17 canales; sin embargo, reconoce que el bloqueo no garantizará el cierre debido a que se compartirá a otros canales menores.
Algunos organismos tildaron a la aplicación como uno de los centros de piratería. En la lista Notorious Markets de 2019 de la RIAA califica a Telegram como "[distribuidor] no autorizado de grabaciones con derechos de autor, con algunos canales centrados en géneros o artistas particulares". Caso similar ocurrió en 2020 cuando la Unión Europea lo incorporó en la Lista de Vigilancia de las Falsificaciones y la Piratería por "compartir contenidos no autorizados para su descarga o transmisión, entre ellos música, libros, publicaciones de noticias, películas y programas de televisión".

### Capturas promocionales
Un representante de Sasha Grey propuso demandar por un millón de dólares a Telegram por usar la imagen de la actriz sin permiso. En lugar de ello, la organización contrató a la modelo Aliona Shishkova para promocionar el servicio, incluyendo el estreno de las llamadas de audio.

### Borrado de mensajes
En marzo de 2019, Telegram anunció la posibilidad de borrar conversaciones íntegras entre emisor y destinatario. El usuario puede eliminar contenido, incluyendo al destinatario. Además, el propio usuario puede "olvidar" la charla, incluyendo de la lista de chats. Dúrov justificó que:

Un mensaje antiguo que ya olvidó puede sacarse de contexto y usarse en su contra décadas más tarde. [...] Tenemos que admitir: a pesar de todo nuestro progreso en el cifrado y la privacidad, tenemos muy poco control real de nuestros datos. No podemos retroceder en el tiempo y borrar cosas para otras personas. [...] Sabemos que algunas personas pueden preocuparse por el posible mal uso de esta característica o la permanencia de sus bandejas de entrada. Pensamos detenidamente esos problemas, pero creemos que el beneficio de tener control sobre su huella digital es más importante.
Pável Dúrov

La característica generó el descontento de algunos usuarios por temor a eliminar evidencias para casos judiciales. Esto motivó a Dúrov a realizar una encuesta en su propio canal de Telegram si están a favor o en contra de esta y otras "características de privacidad".

### Comparaciones con la dark web
En septiembre de 2021 la firma de seguridad CyberInt comunicó para FT que un canal, llamado Combolist, vendía información filtrada de servicios web. Los moderadores eliminaron este canal tras el reporte. No obstante, tras un aumento considerable de ciberdelicuentes en los últimos 12 meses, Cyberint comparó la facilidad de uso a la dark web como la flexibilidad en compartir, realizar pagos y ocultar información personal con la ventaja de acceder fácilmente frente a las desventajas de la red Tor.

## Bloqueo del servicio

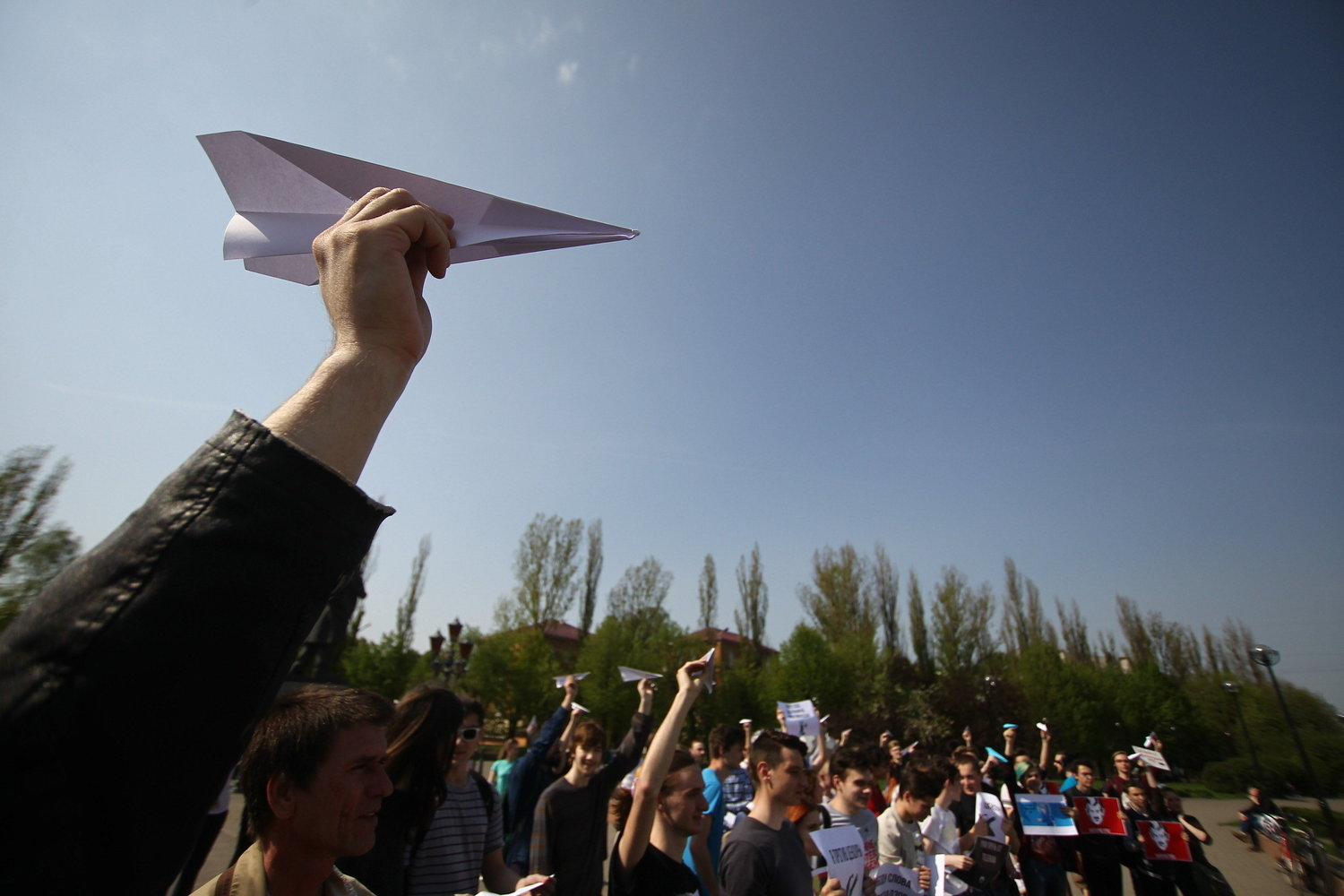
Manifestantes con aviones de papel en una marcha de abril de 2018, días después del anuncio del bloqueo de Telegram en Rusia.

Por motivos relacionados al terrorismo o de seguridad, la aplicación fue bloqueada en varios países. El 13 de julio de 2015 el gobierno de China incluyó a Telegram al Gran Cortafuegos en su país. La supuesta razón fue la involucración de «abogados activistas» o «disidentes» a la plataforma.  El 13 de abril de 2018, en un juicio de 18 minutos, el Tribunal de Moscú anunció el bloqueo regional de Telegram. En octubre de 2020 el Ministerio de Economía y Sociedad Digital impuso secretamente una orden de bloqueo a la aplicación relacionada con el activismo político.

## Canales de información ante la pandemia de coronavirus
Con la pandemia de coronavirus, en varios países se crearon canales oficiales dedicados a la salud e información oficial. Entre ellos están el ministro de Salud de Ucrania, el de Israel, y de Italia. Junto a ellos, el Gobierno de la India, el Estado de São Paulo (Brasil) y la Generalidad de Cataluña (España). También se elaboró canales informativos como el caso de la China debido a que el tema es restringido en otros servicios de mensajería. Para el 2 de abril de 2020 el equipo recopiló 9 canales oficiales en su canal principal llamado "Coronavirus Info".

## Premios y reconocimientos
- Google Best In Class Android Design, mención especial en 2015[292][293]
- El Android libre Aplicación del año, diciembre de 2014 a enero de 2015[294]
- Wayerless Mejor Aplicación del 2014, diciembre de 2014[295]
- The Europas Fastest Rising Startup, junio de 2014[296]